# 克納彭峰
69°27′S 39°40′E / 69.450°S 39.667°E
克納彭峰，是南極洲的山峰，位於毛德皇后地的哈拉爾王子海岸，處於奧森灣東面的呂佐夫-霍爾姆灣東部，海拔高度220米，根據挪威探險隊拍攝的空中照片繪入地圖，現時由南極條約體系管理。

## 外部連結
- . . United States Geological Survey.   [2013-05-10].
- 本条目引用的公有领域材料来自美国地质调查局的文档《克納彭峰》 （資料來自地名信息系统）。